# Frequência respiratória
Frequência respiratória ou ritmo respiratório é a designação dada em fisiologia animal e em medicina ao número de ciclos respiratórios que um animal completa num lapso específico de tempo, sendo mais comum ser expressa em respirações por minuto. Considera-se um ciclo respiratório ou respiração, o conjunto de um movimento inspiratório, ou inspiração, com o subsequente movimento expiratório, ou expiração. O movimento rítmico entre inspiração e expiração é regulado pelo sistema nervoso e repete-se a um ritmo que é característico de cada espécie e do estado fisiológico de cada indivíduo. Quando a frequência respiratória é superior ao normal para o indivíduo e respectiva situação fisiológica, considera-se que há taquipneia; quando é inferior considera-se que há bradipneia.

## Humanos
A frequência respiratória normal dos seres humanos em função da idade é a seguinte (em repouso, excepto quando outra situação seja indicada):
- Recém-nascidos: cerca de 44 respirações por minuto;[2]
- Crianças (de 1 a 7 anos): 18-30 respirações por minuto;[2]
- Pré-adolescentes: 20-30 respirações por minuto;
- Adolescentes: 18-26 respirações por minuto;
- Adultos: 12-20 respirações por minuto.[1][2]
- Adultos com mais de 65 anos: 12-28 respirações por minuto;[3]
- Idosos com mais de 80 anos: 10-30 respirações por minuto;[3]
- Adultos em exercício físico moderado: 35-45 respirações por minuto;
- Atletas: 60-70 respirações por minuto (valor máximo).[4]